# 宮城県道8号仙台松島線
宮城県道8号仙台松島線（みやぎけんどう8ごう せんだいまつしません）は、宮城県仙台市宮城野区と同県宮城郡松島町とを結ぶ県道（主要地方道）である。通称利府街道。

## 概要

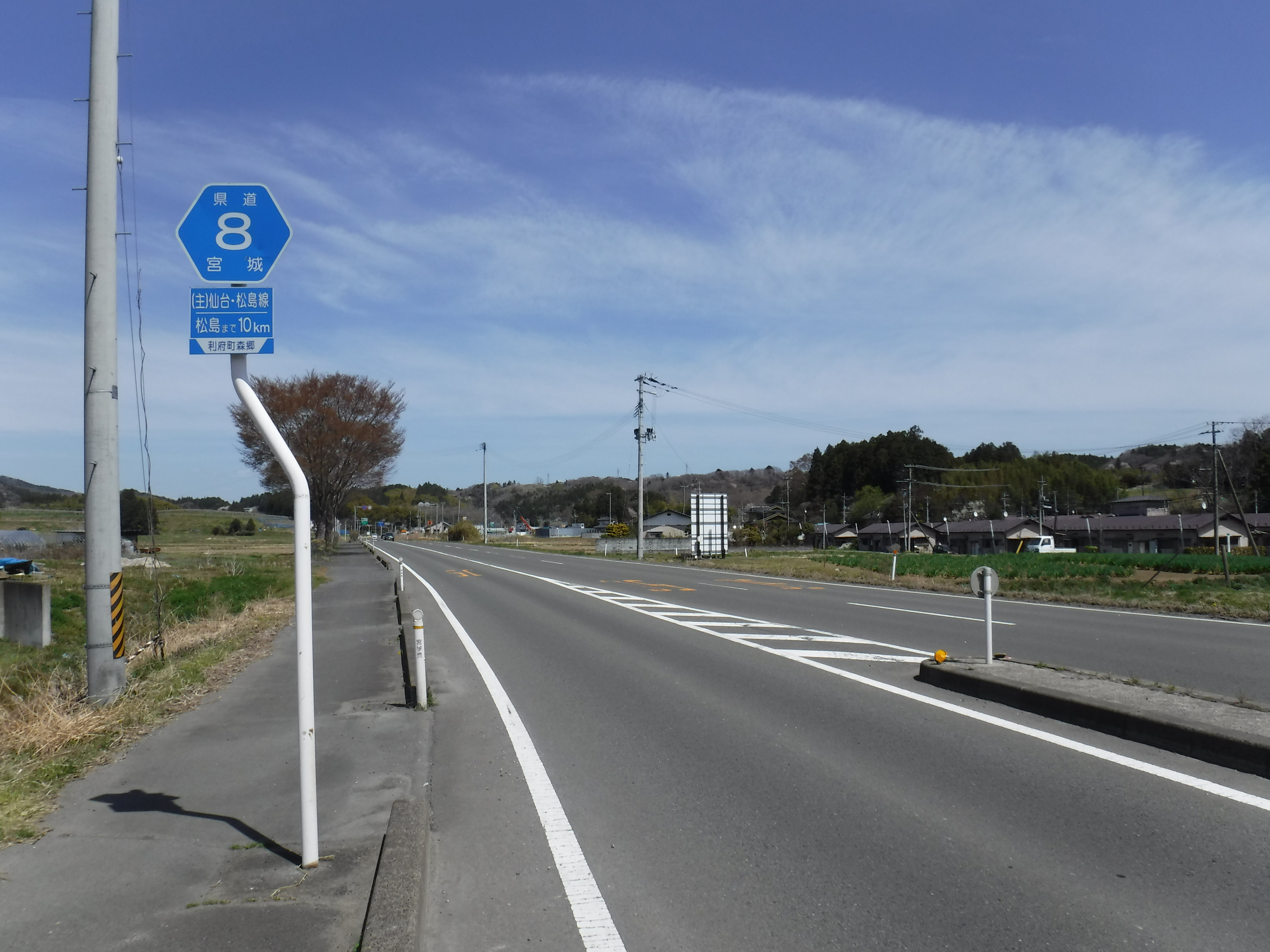
利府町森郷付近

当道は、仙台市宮城野区原町三丁目（坂下）交差点（国道45号交点）から利府町を経て松島町愛宕交差点（国道45号交点）とを結ぶ。仙台都市圏の仙塩地区にとって国道45号（塩竈街道／石巻街道）は仙台と日本三景・松島とを結ぶ道路という意味があるが、高度経済成長によりモータリゼーションが進展したため国道45号の渋滞が頻発するようになった。その迂回路として当道の整備が進み、まず1974年（昭和49年）4月30日に利府町主要部を迂回する「利府バイパス」が供用開始された。
現在は仙台市内から利府町の区間で概ね片側2車線に整備され、当道の西端付近では北四番丁に直通する形になっている。沿道の利府町には、イオンモール新利府をはじめとしたロードサイド店舗が集積し、宮城スタジアムや宮城県総合運動公園総合体育館（セキスイハイムスーパーアリーナ）を初めとした大規模集客施設が集まる宮城県総合運動公園がある。

### 路線データ
- 実延長：27.5 km（仙台市管理分6479.5m[4]、宮城県管理分21006.4m[5]）
- 起点：仙台市宮城野区原町三丁目
- 終点：松島町高城

## 歴史
- 1958年（昭和33年）3月31日 - 告示第144号で宮城県が一般県道63号仙台松島線を認定。
- 1964年（昭和39年）12月28日 - 建設省（国土交通省）が県道仙台松島線を主要地方道に指定。
- 1989年（平成元年）4月1日 - 仙台市の政令指定都市移行に伴い、仙台市内の区間の管理を仙台市に移管。
- 1993年（平成5年）
  - 5月11日 - 建設省から、県道仙台松島線が仙台松島線として主要地方道に指定される[6]
  - 10月19日 - 県道番号が決定[7]され、従前の主要地方道20号[8]から、県道8号に変更される。（12月1日より施行）

## 路線状況

### 別名
- 松原街道（東仙台付近）
- 利府街道（全線）
- 利府バイパス（利府町内の区間）

### 有料道路
- 三陸自動車道（三陸縦貫自動車道）
  - 仙台松島道路（利府中IC - 松島北IC）

### 重複区間
- 宮城県道3号塩釜吉岡線：利府町利府塩釜IC入口 - 利府ペアガーデン付近
- 宮城県道146号小牛田松島線：松島町初原字欠田 - 松島町高城字反町五
- 宮城県道9号大和松島線：松島町初原字欠田 - 松島町高城字動伝三（終点）

### 交通量
いずれも令和３年度調査

#### 24時間交通量
- 利府町利府八幡崎前 - 36,459台

#### 12時間交通量
- 仙台市宮城野区燕沢東一丁目 - 21,241台（推計値）
- 仙台市宮城野区岩切洞ノ口 - 34,840台（推計値）
- 利府町神谷沢化粧坂 - 34,046台
- 利府町森郷新椎の木前 - 25,015台
- 利府町赤沼中ノ岫 - 12,710台
- 松島町桜渡戸鶴巻 - 7,874台
- 松島町高城田中裏 - 8,916台
- 利府町春日岩沢（利府中IC方面バイパス区間） - 9,901台

### 松並木
藩政時代には東仙台付近を通る区間の両端に松が植えられたことで長い並木道となっており、この区間は『松原街道』と呼ばれていた。
第二次世界大戦時には輸送船の材料の他、航空燃料として使う松根油を生産するため、街道沿いの松は樹齢300年以上のものまですべて伐採された。しかし搬出に手間取り多くの松は街道沿いに放置されたまま終戦を迎え、塩竈の造船所などで使われたという。

## 地理

### 通過する自治体
- 仙台市宮城野区
- 宮城郡
  - 利府町
  - 松島町

### 交差する道路

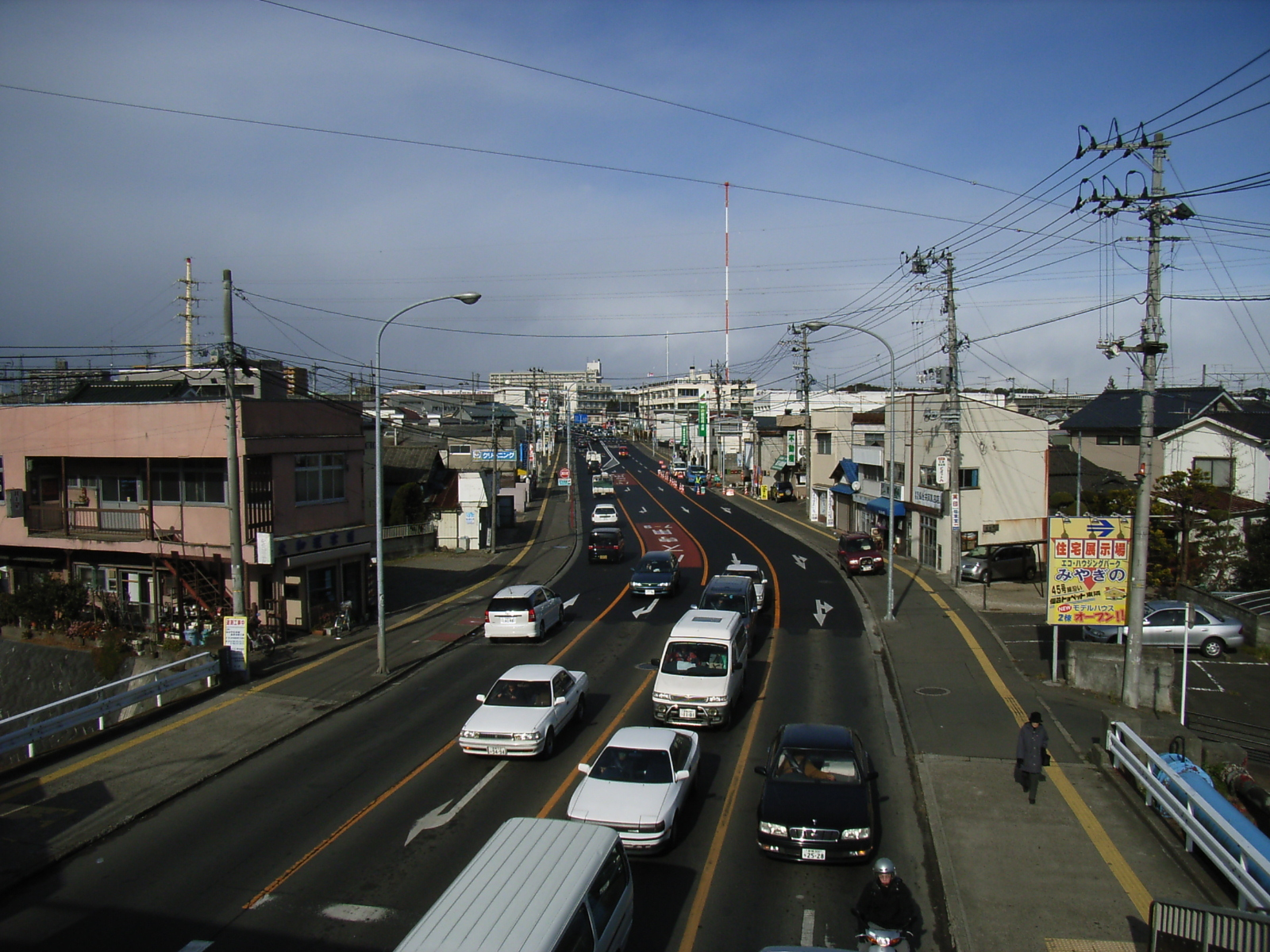
起点となる原町3丁目交差点付近より北向き（2005年）

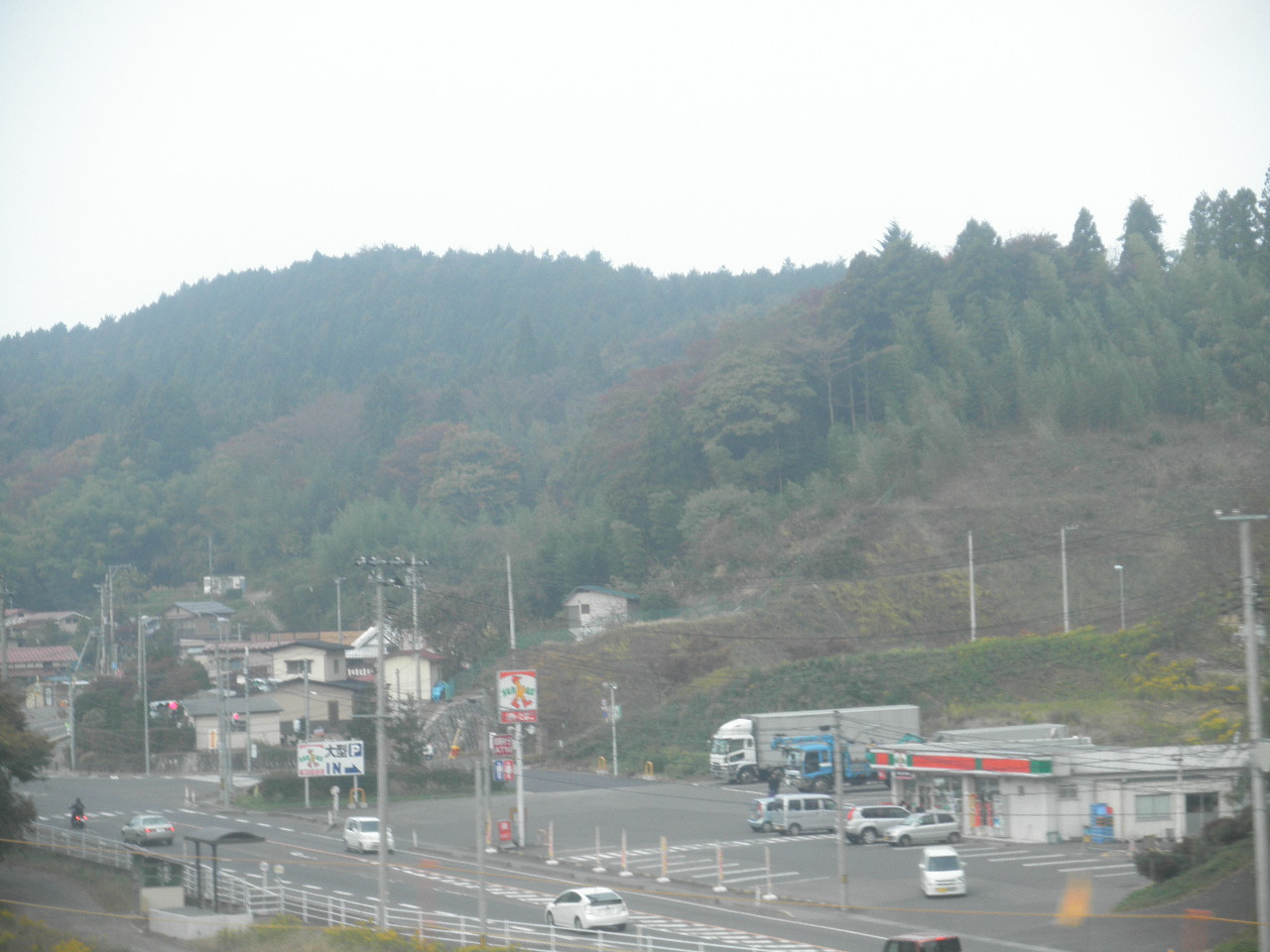
宮城県利府町赤沼字大日向

- 国道45号（仙塩街道）
- 宮城県道140号東仙台停車場線
- 国道4号（仙台バイパス）
- 宮城県道141号今市福田線
- 宮城県道35号泉塩釜線
- 宮城県道270号利府岩切停車場線
- 宮城県道259号加瀬沼公園線
- 宮城県道3号塩釜吉岡線
- 宮城県道260号利府停車場総合運動公園線
- 三陸自動車道・利府中インターチェンジ
- 宮城県道271号利府中インター線
- 宮城県道40号利府松山線
- 宮城県道144号赤沼松島線（長老坂）
- 宮城県道9号大和松島線
- 宮城県道146号小牛田松島線

### 沿線の施設等
- 仙台市宮城野区役所
- 仙台市ガス局
- 仙台市交通局東仙台営業所
- JR貨物仙台貨物ターミナル駅（移転予定地）
- 仙台市立岩切中学校
- イオンモール新利府
- 利府ペアガーデン
- 利府町役場
- リフノス　利府町文化交流センター
- 宮城利府掖済会病院
- 宮城県警察交通機動隊
- 惣の関ダム
- 松島町健康館（JR東北本線旧線松島駅跡）
- 陸上自衛隊反町分屯地
- JR東北本線愛宕駅
- 松島町立松島中学校